# 漫步暗沙
漫步暗沙位于南中国海中沙群岛中沙大环礁浅湖内中部，东与南扉暗沙相距约8.1海里，西南与乐西暗沙相距约3.8海里。整个暗沙全部在海面以下，最浅处水深约9米，等深线20米以上面积约2平方公里，是整个中沙群岛中最浅的暗沙。1935年公布的名称为“散步滩”，1947年和1983年公布名称均为“漫步暗沙”。 2012年，中国三沙市中沙群岛漫步暗沙渔业资源增殖科研基地项目建立。